# École nationale des chartes
Ne doit pas être confondu avec École de Chartres.
Pour les articles homonymes, voir ENC.
L'École nationale des chartes (ENC) est une grande école française fondée en 1821 et spécialisée dans la formation aux sciences auxiliaires de l'histoire.
Placée sous la tutelle du ministère chargé de l’Enseignement supérieur, elle possède le statut de grand établissement et est un « établissement-composante » de l'université Paris sciences et lettres (PSL).
Elle est installée depuis 2017 au 65, rue de Richelieu, dans le 2e arrondissement de Paris, après avoir été pendant longtemps sise en Sorbonne (1897-2017), et avant cela à l'Hôtel de Soubise (1846-1897) et dans le Quadrilatère Richelieu (1830-1846).
Ses élèves sont soit des élèves fonctionnaires stagiaires recrutés par concours, soit des étudiants de Master recrutés sur dossier (depuis 2005), soit des doctorants (depuis 2011). Les premiers reçoivent le diplôme d’archiviste paléographe après avoir soutenu une thèse d'établissement (et non de doctorat) et exercent généralement comme conservateurs du patrimoine, conservateurs des bibliothèques ou enseignants-chercheurs ; les seconds obtiennent un diplôme de Master en humanités numériques et, en sus des débouchés traditionnels de l'École dans les métiers de la conservation du patrimoine et de l'enseignement supérieur ou de la recherche, peuvent devenir chefs de projet dans les nouvelles technologies.
L’École nationale des chartes a la particularité de proposer de nombreux enseignements, rarement réunis au sein d'un même cursus ; cette originalité fait d'elle une institution à part dans le paysage universitaire mondial. Parmi ses anciens élèves, on compte ainsi deux prix Nobel de littérature (François Mauriac et Roger Martin du Gard), nombre d'académiciens, de chercheurs et de hauts fonctionnaires.

## Histoire

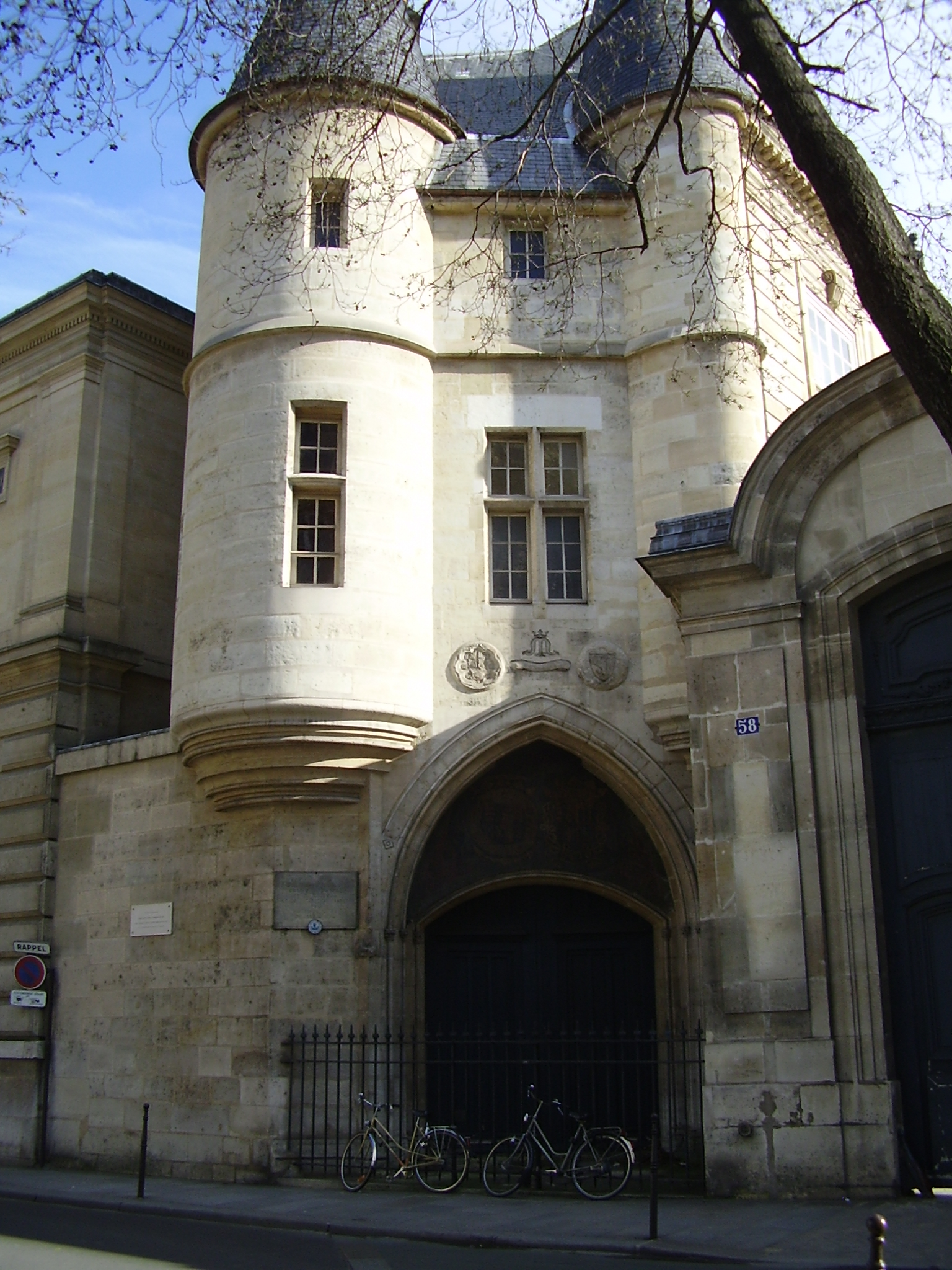
La porte de l'hôtel de Clisson, entrée de l'École des chartes de 1846 à 1866.

Créée par ordonnance de Louis XVIII le 22 février 1821, l'École des chartes s'enracine néanmoins dans l'héritage révolutionnaire et napoléonien. En effet, la Révolution, avec ses confiscations, la suppression des congrégations et le transfert de compétences de l'Église à l'État, implique un changement radical y compris dans le domaine de la culture. Dès 1793, le feudiste Antoine Maugard proposait, devant le comité d'instruction publique de la Convention, un projet d'enseignement historique et diplomatique ; celui-ci ne fut pas retenu et on oublia même jusqu'à son existence. C'est finalement le philologue et anthropologue Joseph-Marie de Gérando, baron d'Empire et secrétaire général du ministre de l'Intérieur Champagny, qui est à l'origine de l'institution. Il propose à Napoléon en 1807 le projet d'une école formant de jeunes savants aux travaux historiques. Ce dernier étudie avec attention la proposition, souhaitant même développer une « école spéciale d'histoire » beaucoup plus large. Néanmoins, l'envoi de Gérando en mission administrative en Italie marque un coup d'arrêt. À la fin de l'année 1820, Gérando convainc le comte Siméon, philosophe et professeur de droit, ancien conseiller d'État sous l'Empire et alors ministre de l'intérieur, de l'intérêt de réaliser le projet, sur le modèle des grandes écoles, pour se vouer à « une branche de la littérature française », l'étude des chartes. Le contexte des années 1820 est favorable à la création de l'École des chartes. D'une part, l'engouement romantique pour le Moyen Âge invite à former des spécialistes capables de renouveler l'historiographie française, en se fondant sur l'étude directe des archives et des manuscrits confisqués sous la Révolution. Se fait également sentir le besoin d'entretenir une certaine branche de l'érudition, issue notamment de la tradition mauriste, en péril par manque de collaborateurs instruits dans la « science des chartes et des manuscrits ». D'autre part, la conjoncture politique du milieu du règne de Louis XVIII, marquée par le retour des Ultras et une forte remise en cause de la monarchie constitutionnelle, influe sur la création d'une institution dont l'intitulé ne pouvait que renvoyer explicitement à la défense de la Charte.
L'ordonnance de 1821 prévoit que douze élèves seront nommés par le ministre de l'Intérieur, sur proposition de l'Académie des inscriptions et belles-lettres et rémunérés pendant les deux ans de leurs études. Ces dernières comprennent essentiellement de la paléographie et de la philologie dans un but purement utilitaire : les élèves doivent lire et comprendre les documents qu'ils seront chargés de conserver. Les professeurs et les élèves de l'école sont placés sous l'autorité du conservateur des manuscrits du Moyen Âge de la Bibliothèque royale, rue de Richelieu, Pierre Lespine, et sous celle du garde général des Archives du Royaume.
Cette première expérience est peu concluante, en particulier parce qu'aucun débouché n'est réservé aux élèves. La première promotion, nommée en deux temps par l'arrêté ministériel du 11 mai (pour le cours de la Bibliothèque royale) et par l'arrêté du 21 décembre 1821 (pour celui des Archives du royaume), fut la seule. Bien que l'Académie ait proposé une nouvelle liste de candidats et alors même que l'ordonnance du 16 juillet 1823 fixait la durée des cours à deux ans, les cours doivent être suspendus le 19 décembre 1823, faute d'auditeurs. Après une longue période de somnolence, le ministère de l'Intérieur désire néanmoins la réouverture de l'école. Rives, directeur du personnel du ministère, rédige avec la collaboration de Dacier un rapport sur la réorganisation de l'École et un projet d'ordonnance, proposés à Charles X par La Bourdonnaye, à l'origine de l'ordonnance du 11 novembre 1829. L'école est désormais ouverte à tout bachelier mais, à la fin de la première année, six à huit élèves sont choisis sur concours ; ils reçoivent un traitement et suivent deux années supplémentaires de formation. À leur sortie, ils reçoivent le diplôme d'archiviste paléographe et se voient réserver la moitié des postes vacants dans les bibliothèques et archives. Le premier major est Alexandre Teulet. Les deux premiers professeurs sont Pierre Lespine et Champollion-Figeac.
De 1829 à 1836, il existe également une École des chartes à Dijon,.
Le « moment Guizot » favorise l'École, qui réussit rapidement à s'imposer dans le champ historique, en particulier celui du Moyen Âge. Le 24 mars 1839 est fondée – entre autres par Louis Douët d'Arcq – la Société de l'École des chartes, qui publie la Bibliothèque de l'École des chartes afin de diffuser les travaux des chartistes. C'est l'une des plus anciennes revues scientifiques françaises. Dans l'esprit de l'histoire totale de Guizot, l'ordonnance du 31 décembre 1846 réorganise profondément l'École et la scolarité pour plus d'un siècle. Les élèves, bacheliers, sont recrutés sur examen (bientôt transformé en concours) puis suivent une scolarité de trois ans. L'interdisciplinarité, caractéristique essentielle de l'École, est alors inscrite dans la réforme qui prévoit un éventail de six enseignements, dont certains ne sont encore enseignés nulle part ailleurs. Seconde innovation, une thèse d'établissement est instituée, la première soutenance publique ayant lieu en 1849. Un Conseil de surveillance est créé, composé du garde des Archives, du directeur de la Bibliothèque royale, du directeur de l'École et de cinq membres de l'Académie des inscriptions et belles-lettres. Enfin, l'école est dotée d'un nouveau statut ; elle déménage et s'installe aux Archives du royaume, hôtel de Soubise, dans le salon ovale et les salles adjacentes de l'hôtel de Clisson.

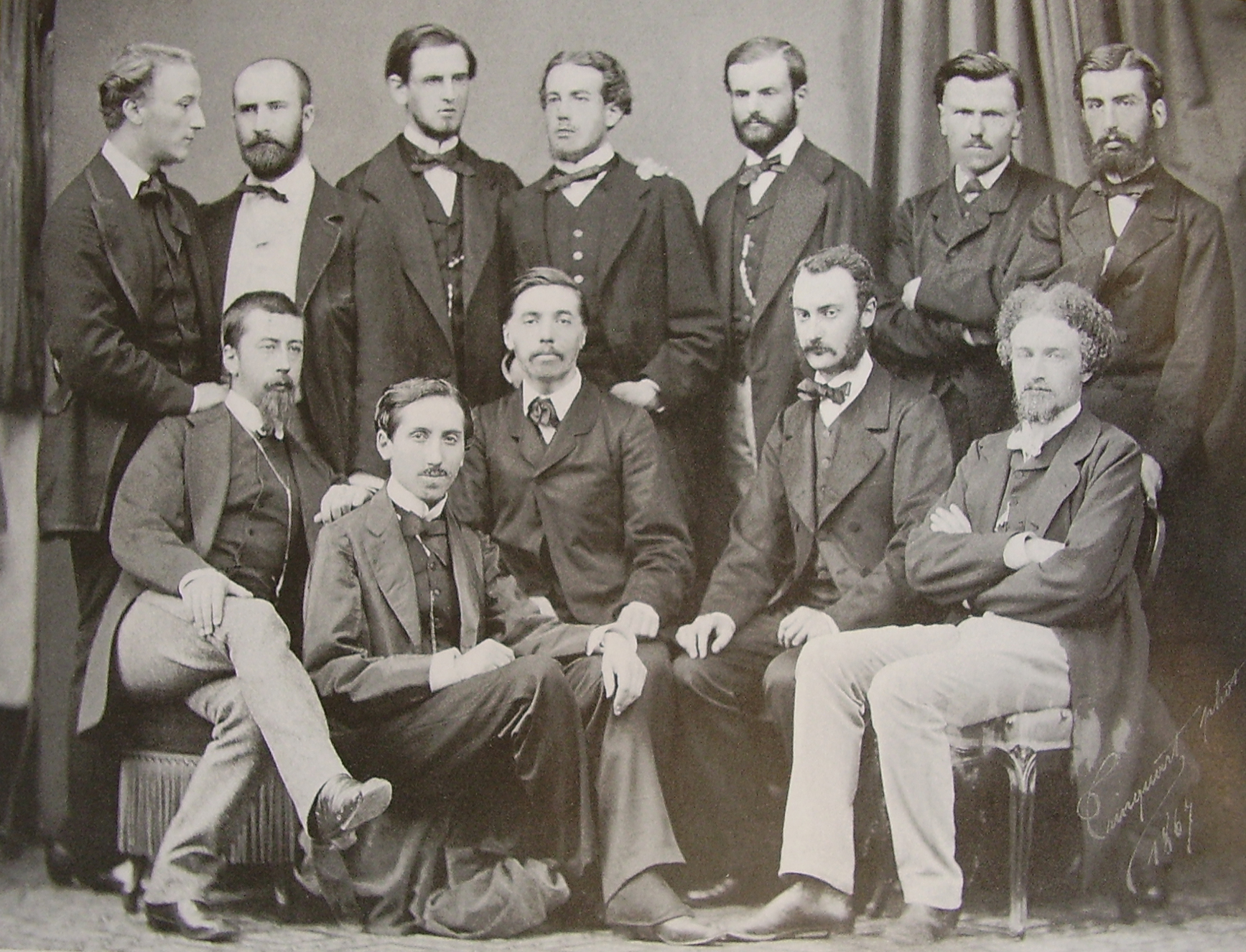
Les élèves de la promotion 1867.

L'École des chartes fait alors figure de référence en Europe : la pédagogie (grâce à des fac-similés de documents anciens) et la méthodologie de la recherche historique sont profondément renouvelées. Les élèves reçoivent des enseignements de paléographie, sigillographie, numismatique, philologie, classement des archives et des bibliothèques, géographie historique, système des monnaies et des poids et mesures, histoire des institutions politiques de la France, archéologie, droit civil, droit canonique et droit féodal. Les enseignements possèdent à la fois une visée scientifique et professionnelle.
Ainsi, en s'insérant progressivement dans le réseau des services d'archives, royales puis nationales et départementales, les chartistes participent à sa densification et à l'amélioration des principes archivistiques. Se met donc en place une véritable filière chartiste dans les archives, d'abord affirmé par l'ordonnance du 31 décembre 1846, puis renforcé par un cadre législatif fournissant aux chartistes le moyen de faire respecter ce droit. Le décret du 4 février 1850 réserve ainsi les postes d'archiviste départemental aux titulaires du diplôme d'archiviste paléographe, tandis que toutes les places aux Archives nationales (sauf celle de commis) leur sont attribuées par le décret du 14 mai 1887. Il n'en va pas de même dans les bibliothèques : l'ordonnance de 1829 n'est jamais appliquée et, malgré l'ordonnance de 1839 qui leur réserve des places à la Bibliothèque royale, moins de 7 % des chartistes travaillent dans une bibliothèque en 1867. C'est à la fin du Second Empire, en partie grâce à la personnalité de Léopold Delisle, administrateur général de la bibliothèque nationale, que les qualités des chartistes sont reconnues dans le domaine des bibliothèques. Peu à peu, décrets et arrêtés ménagent des conditions favorables à l'accès des chartistes aux emplois dans les bibliothèques.
L'École déménage en 1866 à l'hôtel de Breteuil, rue des Francs-Bourgeois, dans des locaux plus adaptés, sans que cela affecte beaucoup l'enseignement. Sept chaires sont instituées par le décret du 30 janvier 1869 : paléographie ; langues romanes ; bibliographie, classement des bibliothèques et des archives ; diplomatique ; institutions politiques, administratives et judiciaires de la France ; droit civil et droit canonique du Moyen Âge ; archéologie du Moyen Âge. Mis à part des modifications de détail, elles demeurent inchangées jusqu'en 1955. L'École nationale des chartes est une nouvelle fois déplacée en 1897 : elle s'installe alors au 19, rue de la Sorbonne, dans les locaux originairement prévus pour la faculté de théologie catholique de Paris.

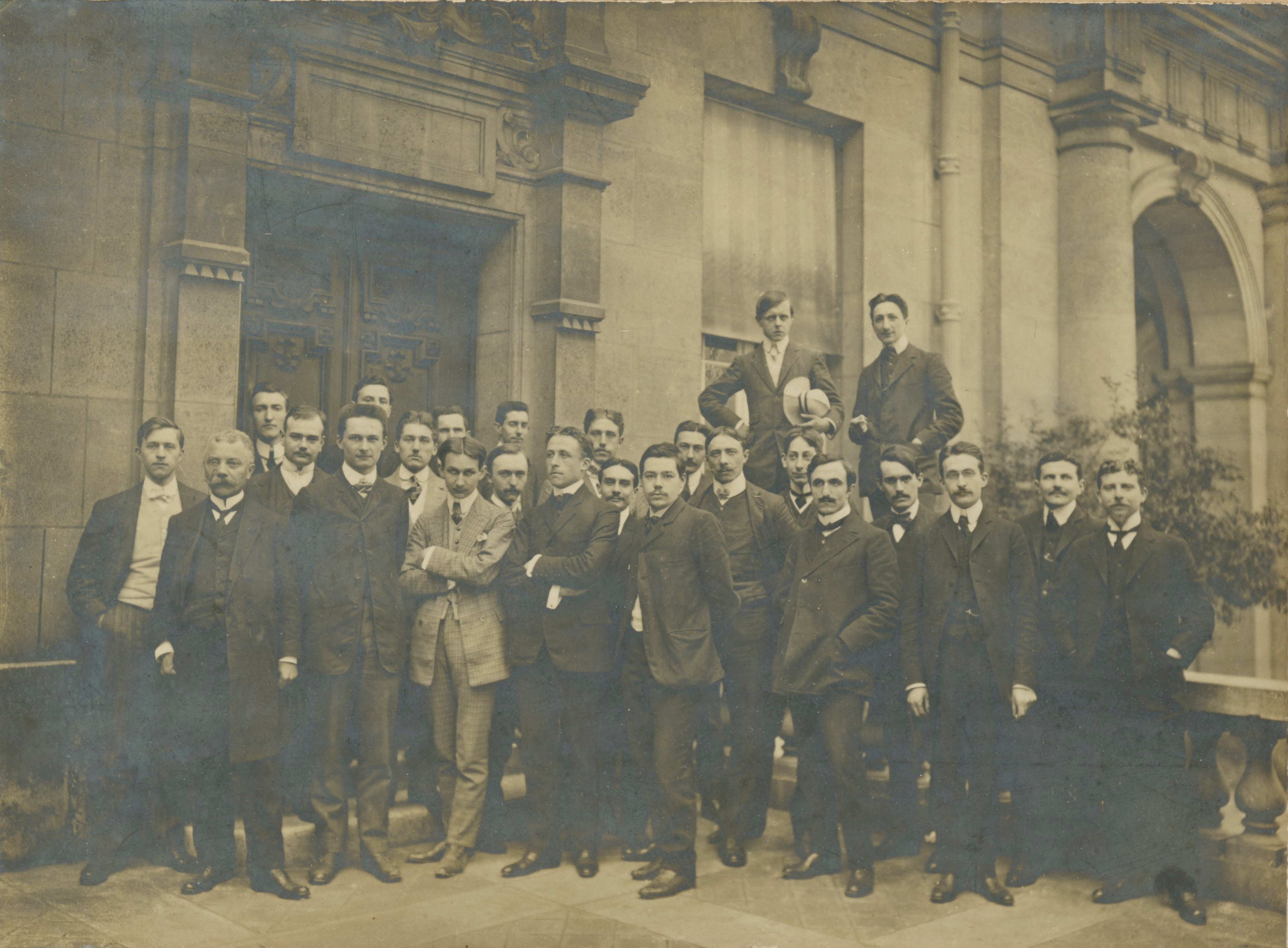
Les élèves de l'École des chartes (11 juin 1908).

L'École se rapproche géographiquement des autres organismes de recherche et d'enseignement hébergés à la Sorbonne, telles que la faculté des lettres et l'École pratique des hautes études. L'École dispose d'une salle de cours, dotée d'un double éclairage latéral et de tables de travail exceptionnellement profondes, ce que l'on a jugé nécessaire à la pratique de la paléographie, ainsi que d'une bibliothèque conçue dès le départ en libre accès. La question d'un nouveau déménagement est posée dès les années 1920, et les projets de transferts se succèdent : en 1924, on pense à l'hôtel de Rohan, puis Michel Roux-Spitz propose les plans d'une installation dans le jardin de l'Institution des Sourds et Muets ; on évoque successivement un terrain rue Notre-Dame-des-Champs, une maison rue de Vaugirard, l'ancienne École polytechnique, le réfectoire des Bernardins… L'École a finalement rejoint en 2015 le quartier Richelieu et a pris possession de nouveaux locaux au 65, rue de Richelieu et 12, rue des Petits-Champs pour sa bibliothèque qui rouvre le 6 mars 2017. En parallèle, l'École est membre fondateur du Campus Condorcet et certaines de ses activités de recherche rejoindront à ce titre le campus d'Aubervilliers.
L'image de l'École des chartes est fortement ancrée et a été parfois classée comme une institution de droite. L'image du « chartiste de droite » a pris source dans la figure du « dilettante », fils d'une famille aisée, passant par l'École pour tuer élégamment le temps, pour « attendre » selon les mots mêmes de Roger Martin du Gard, chartiste de la promotion 1905. De fait, il existe, tout au long du XIXe siècle, un certain décalage entre le prestige de la formation et celui, plus réduit, des débouchés accessibles et de leur modeste rémunération. Néanmoins, plusieurs éléments permettent de nuancer – ou de préciser, selon les cas – cette réputation peu fondée, si l'on y regarde de près. Lors de l'affaire Dreyfus par exemple, le milieu chartiste présente un miroir particulièrement fidèle du déchirement de la société française : « Nulle part les querelles civiques ne furent plus totalement investies dans le métier d'historien ». Les quelques chartistes sollicités comme experts lors du procès Zola, Arthur Giry, Auguste Molinier, Paul Meyer, Paul Viollet et Gaston Paris, et qui participèrent à la fondation de la Ligue des Droits de l'Homme, furent attaqués par d'autres archivistes paléographes comme Robert de Lasteyrie, Gabriel Hanotaux ou Émile Couard ainsi que par leurs élèves à l'École. La variété des engagements lors de l'Affaire ne recoupe pas forcément les sensibilités politiques de chacun, et les motifs des uns et des autres sont autant politiques que professionnels, mettant en jeu la formation et les méthodes même de l'École. Malgré un certain conservatisme, l'École accueille, dès 1906, une femme parmi les élèves, Geneviève Aclocque, bien avant les autres grandes écoles. Durant l'Entre-deux-guerres, l'École aurait été perçue comme un bastion de l'Action française ; pourtant plusieurs chartistes relativement médiatisés semblent plutôt orientés à gauche, à l'instar de Georges Bataille ou Roger Martin du Gard. Durant la Seconde Guerre mondiale, on dénombrera plus de chartistes résistants que de chartistes voulant servir Vichy. Pour clore ce débat, Bertrand Joly conclut finalement à une certaine neutralité de l'École, où chaque « camp » semble également représenté ; une neutralité justifiée aussi par des effectifs trop faibles pour peser significativement dans la vie politique nationale.
Le concours d'entrée et les examens sont réformés au début des années 1930. À cette époque, l'École prend également en charge la formation des bibliothécaires en préparant au diplôme technique de bibliothécaire (DTB), nécessaire à l'obtention d'un poste en bibliothèque municipale classée ou bibliothèque universitaire. Les non-chartistes sont alors admis à suivre les cours d'histoire du livre et de bibliographie pour préparer le diplôme. Cette pratique prend fin en 1950 quand le diplôme supérieur de bibliothécaire (DSB) remplace le DTB.
Le milieu du XXe siècle apparaît comme une période difficile pour l'École, qui peine à se renouveler. Ses effectifs diminuent fortement (11 archivistes paléographes forment la promotion de 1959). Son enseignement est alors considéré comme vieillissant, prenant peu en compte les nouvelles approches historiques, notamment le renouveau historiographique de l'école des Annales. Ce n'est que dans les années 1990, avec une réforme du concours d'entrée et des enseignements, et une nouvelle politique qu'un renouveau se fait réellement sentir : l'École entre dans une période de mutation sous la direction d'Yves-Marie Bercé (1992-2001) et celle d'Anita Guerreau-Jalabert (2001-2006). Une formation solide aux nouvelles technologies appliquées à l'étude et à la conservation de l'héritage culturel d'une part, des relations beaucoup plus étroites et structurées avec les universités françaises et les institutions analogues dans les autres pays européens d'autre part, sont les deux axes principaux du développement actuel[Quand ?]. Parallèlement, une réorganisation de la scolarité est en cours afin de mieux adapter la formation aux exigences actuelles[Quand ?] de la recherche scientifique et aux évolutions des métiers de la conservation. Elle est progressivement introduite depuis la rentrée académique 2014-2015.
En 2011 avec l'arrivée de Jean-Michel Leniaud comme directeur, l'École a réformé une nouvelle fois son concours d'entrée, pour concentrer le recrutement sur les spécificités de la formation tout en l'élargissant à un plus vaste champ des sciences humaines et sociales, en l'adaptant au contexte européen et aux conditions de recrutement dans les corps de conservation. Le champ des enseignements, qui s'était élargi au début des années 1990 à l'histoire de l'art, englobe désormais l'archéologie, mais aussi l'histoire du droit de l'époque contemporaine et le droit du patrimoine. La durée de la scolarité, en passant de trois ans à trois ans et neuf mois, associe à la formation aux techniques des sciences fondamentales la responsabilisation aux métiers de la conservation : 
En plus de l'amélioration du recrutement et du perfectionnement de la formation d'excellence des futurs archivistes paléographes, l'École s'est attachée à diversifier son offre par des enseignements de master 1 et de master 2 qui se sont spécialisés dans l'étude des technologies numériques appliquées à l'histoire. Elle vient de construire un service de formation continue qui prend en compte la validation des acquis de l'expérience (VAE). Elle construit aussi une politique d'élargissement au doctorat pour les élèves et pour les étudiants extérieurs à l'École.
La part que l'École prend à l'établissement public de coopération scientifique Campus Condorcet Paris-Aubervilliers et à la ComUE puis établissement public expérimental Paris Sciences et Lettres confirme les nouveaux positionnements qu'elle a adoptés au cours des quelques dernières années. Pour ce faire, elle a profondément modernisé son administration, s'est engagée dans d'ambitieux programmes de communication, mené à bien son installation sur un nouveau site face à l'ancienne Bibliothèque nationale, rue de Richelieu. Elle se prépare ainsi à répondre au plus près aux missions de service public qui lui ont été confiées par le gouvernement.

## Missions, statuts, organisation

### Mission
L'École nationale des chartes est soumise aux dispositions du livre VII du code de l'éducation, modifiées par la loi no 2013-660 du 22 juillet 2013 relative à l'enseignement supérieur et à la recherche. Son statut est fixé par le décret no 87-832 du 8 octobre 1987 modifié notamment par le décret no 2005-1751 du 30 décembre 2005, dont l'article 3 en définit ainsi les missions :

« L'École nationale des chartes a pour mission d'assurer la formation de personnels scientifiques des archives et des bibliothèques. Elle concourt à la formation de tous les personnels qui contribuent à la connaissance scientifique et à la mise en valeur du patrimoine national. Elle participe à la formation et à la recherche des étudiants en sciences de l'homme et de la société, particulièrement dans les disciplines relatives à l'étude critique, l'exploitation, la conservation et la communication des sources historiques. »

### Organisation

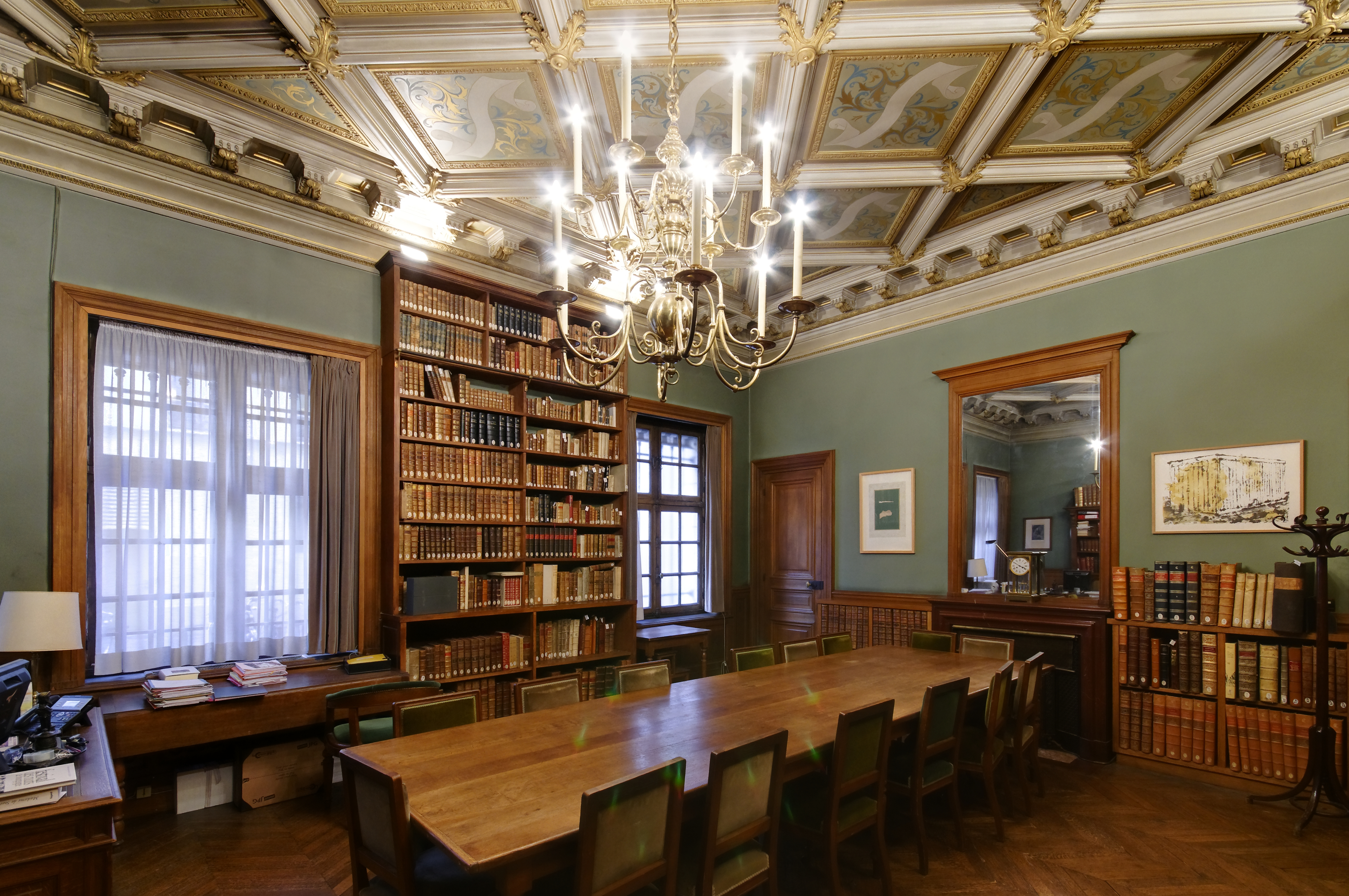
Bureau du directeur à la Sorbonne.

Les instances directrices sont composées du directeur de l'école, du conseil d'administration et du conseil scientifique.
Le directeur est choisi parmi les directeurs d'études de l'École pratique des hautes études, de l'École nationale des chartes et de l'École française d'Extrême-Orient ou parmi les professeurs des universités et les membres des corps assimilés. Il est nommé par décret du président de la République pour un mandat de cinq ans, renouvelable une fois dans les conditions prévues par l'article 8 du décret du 8 octobre 1987.
Il est assisté d'un directeur des études et d’un directeur général des services.
Le conseil d'administration, composé de 21 membres, est constitué de quatre membres de droit, de dix membres nommés par le ministre chargé de l'enseignement supérieur, parmi lesquels deux membres de l'Institut, de sept membres élus, trois enseignants, deux IATOS et deux élèves.
Le conseil scientifique, présidé par le directeur de l'École, comprend de droit tous les enseignants portant le titre de directeur d'études, ainsi que d'autres membres de droit, quinze membres nommés dont cinq membres de l'Institut, un enseignant élu et un représentant des élèves.
L'unité régionale de formation à l'information scientifique et technique (URFIST) de Paris et le Comité des travaux historiques et scientifiques (CTHS) sont rattachés à l'École des chartes.

#### Liste des directeurs
| de   | à    |                                                   | |
| ---- | ---- | ------------------------------------------------- | --- |
| 1847 | 1848 | Jean-Antoine Letronne                             | membre de l'Académie des inscriptions et belles-lettres                                                                                            |
| 1848 | 1854 | Benjamin Guérard                                  | professeur à l'École des chartes, membre de l'Académie des inscriptions et belles-lettres                                                          |
| 1854 | 1857 | Natalis de Wailly                                 | membre de l'Académie des inscriptions et belles-lettres                                                                                            |
| 1857 | 1871 | Léon Lacabane                                     | professeur à l'École des chartes |
| 1871 | 1882 | Jules Quicherat                                   | professeur à l'École des chartes |
| 1882 | 1916 | Paul Meyer                                        | professeur à l'École des chartes, membre de l'Académie des inscriptions et belles-lettres                                                          |
| 1916 | 1930 | Maurice Prou                                      | professeur à l'École des chartes, membre de l'Académie des inscriptions et belles-lettres                                                          |
| 1930 | 1954 | Clovis Brunel                                     | professeur à l'École des chartes, directeur d'études à l'École pratique des hautes études, membre de l'Académie des inscriptions et belles-lettres |
| 1954 | 1970 | Pierre Marot                                      | professeur à l'École des chartes, membre de l'Académie des inscriptions et belles-lettres                                                          |
| 1970 | 1976 | Michel François                                   | professeur à l'École des chartes, membre de l'Académie des inscriptions et belles-lettres                                                          |
| 1976 | 1988 | Jacques Monfrin                                   | professeur à l'École des chartes, directeur d'études à l'École pratique des hautes études, membre de l'Académie des inscriptions et belles-lettres |
| 1988 | 1993 | Emmanuel Poulle                                   | professeur à l'École des chartes, membre de l'Académie des inscriptions et belles-lettres                                                          |
| 1993 | 2001 | Yves-Marie Bercé                                  | professeur à l'université Paris-Sorbonne, membre de l'Académie des inscriptions et belles-lettres                                                  |
| 2001 | 2006 | Anita Guerreau-Jalabert                           | directrice de recherche au CNRS |
| 2006 | 2011 | Jacques Berlioz                                   | directeur de recherche au CNRS |
| 2011 | 2016 | Jean-Michel Leniaud                               | directeur d'études à l'École pratique des hautes études, professeur à l'École des chartes                                                          |
| 2016 | 2025 | Michelle Bubenicek                                | professeure à l'université de Franche-Comté |
| 2025 |      | Jean-François Balaudé (Administrateur provisoire) | Inspecteur général de l'éducation, du sport et de la recherche                                                                                     |

#### Directeurs d'études
Les titulaires de chaire appartiennent au corps des directeurs et directrices d'études ou y sont détachés.
- Chaire d'« histoire des institutions, diplomatique et archivistique médiévales » : Olivier Guyotjeannin (depuis 1988).
- Chaire d'« histoire des institutions, diplomatique et archivistique modernes » : Olivier Poncet (depuis 2004).
- Chaire d'« histoire des institutions, diplomatique et archivistique contemporaines » : Édouard Vasseur (depuis 2020)[45].
- Chaire de « paléographie » : Marc Smith (depuis 1998).
- Chaire d'« histoire du livre et de bibliographie » : Christine Bénévent (depuis 2015).
- Chaire d'« histoire du livre et des médias contemporains » : Christophe Gauthier (depuis 2014).
- Chaire d'« histoire des textes (langue et littérature latines et codicologie) » : François Ploton-Nicollet (depuis 2015).
- Chaire de « philologie romane » : Frédéric Duval (depuis 2011).
- Chaire d'« histoire du droit civil et du droit canonique » : Patrick Arabeyre (depuis 2007).
- Chaire d'« histoire du droit de l’époque contemporaine » : Katia Weidenfeld (depuis 2012).
- Chaire d'« histoire de l’art du Moyen Âge » : Philippe Plagnieux (depuis 2007)[46].
- Chaire d'« archéologie » : Nathan Schlanger (depuis 2014)[47].
- Chaire d'histoire des collections et du patrimoine : Gennaro Toscano, (depuis 2022[48]).

## Formation

### Archivistes paléographes

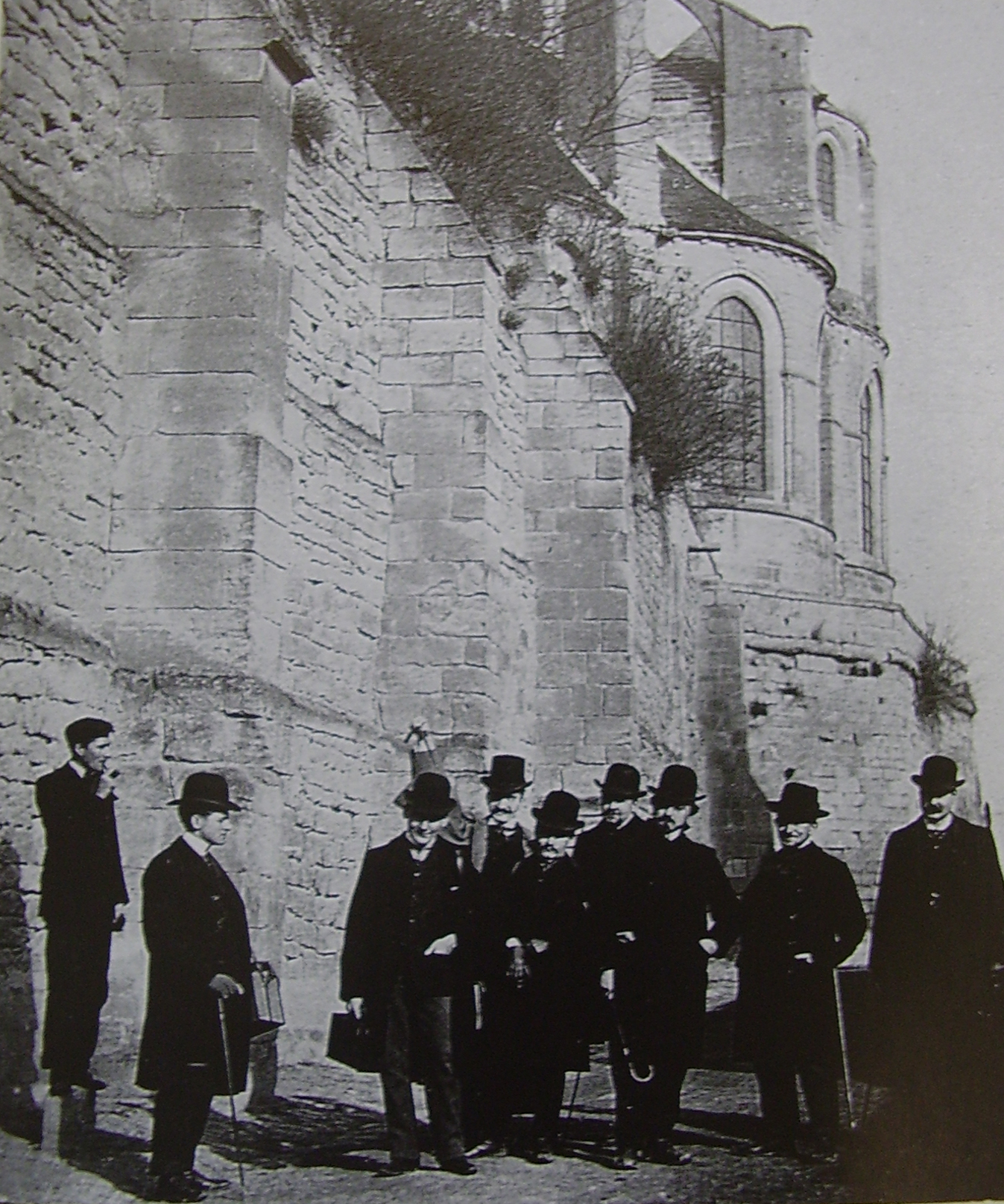
Voyage d'étude d'élèves de l'École des chartes à Saint-Leu d'Esserent (1903).

#### Concours d'accès
Les élèves français sont recrutés sur concours préparés dans certaines classes préparatoires littéraires, partout en France. Depuis 1991, il est divisé en deux sections :
- Section A, dite « classique » comporte entre autres matières de l'histoire médiévale et moderne et du latin. Les études à l'École supposent la pratique de l'écriture cursive de cette langue ;
- Section B, dite « moderne », dont le programme, adossé à la banque d’épreuves littéraires (BEL) des ENS, comporte entre autres matières de l'histoire moderne et contemporaine et des langues vivantes mais pas de philosophie ni de langues anciennes.

Le concours est préparé dans les classes préparatoires à l'École des chartes (« hypochartes » puis « chartes »). Selon les lycées, les élèves préparant les concours A et B sont réunis dans une seule division avec des options distinctes, ou répartis dans deux sections différentes. Ceux qui préparent la section B peuvent être regroupés dans des khâgnes avec des options supplémentaires.
Un concours d'accès direct en deuxième année est ouvert aux candidats justifiant du niveau minimum de la licence en théorie. Ce concours s'adresse à des candidats déjà engagés dans un parcours de recherche avancée.
Le nombre de places aux concours est désormais limité. Il est tombé de 30 à 20 en trois ans tout en restant inférieur au nombre de postes vacants dans les services qui constituent les débouchés de l’École des chartes (services d’archives, bibliothèques, musées…).

#### Statut des élèves
Les élèves recrutés par ces concours peuvent bénéficier du statut de fonctionnaires stagiaires en contrepartie d'un engagement décennal et sont dans ce cas rémunérés (actuellement[Quand ?], 1 250 euros nets par mois environ). Le choix est laissé aux lauréats du concours d'accepter ou non ce statut. Des élèves étrangers recrutés également par concours ou sur titres (procédure de la sélection internationale) suivent le même cursus sans être rémunérés mais peuvent bénéficier de bourses d'études.
La scolarité dure trois ans et neuf mois. À l'issue de leur scolarité, les chartistes soutiennent une thèse d'établissement, donnant droit au diplôme d'archiviste paléographe.
Les fonctionnaires ayant rempli les obligations de troisième année peuvent se présenter à l'entrée de deux écoles d'application : l'École nationale supérieure des sciences de l'information et des bibliothèques (Enssib, concours réservé) et l'Institut national du patrimoine. Après leur scolarité dans ces écoles d'application, ils entrent respectivement dans le corps de conservateur des bibliothèques ou dans le corps de conservateur du patrimoine. Chaque année, un certain nombre d'élèves passent le concours de l'INP dans les filières visuelles (Musées, Monuments historiques, Inventaire), ou le concours de l'agrégation (histoire, lettres classiques ou modernes, grammaire) pour s'orienter vers la recherche ou l'enseignement.

#### Formation et enseignements
La scolarité est découpée en huit semestres, dont six semestres d'enseignement. Les cours sont répartis entre un tronc commun et des options choisies par chaque élève en fonction de son projet scientifique et professionnel. Ces dernières peuvent être conçues en collaboration avec un établissement universitaire. Les stages occupent une place importante puisqu’un élève doit effectuer quatre mois de stage en France dans une institution de conservation (service d’archives, bibliothèque, musée, service patrimonial ou archéologique) auquel s’ajoute un stage d’observation d’un mois en France pour découvrir un autre métier, et trois mois à l’étranger dans une institution similaire.

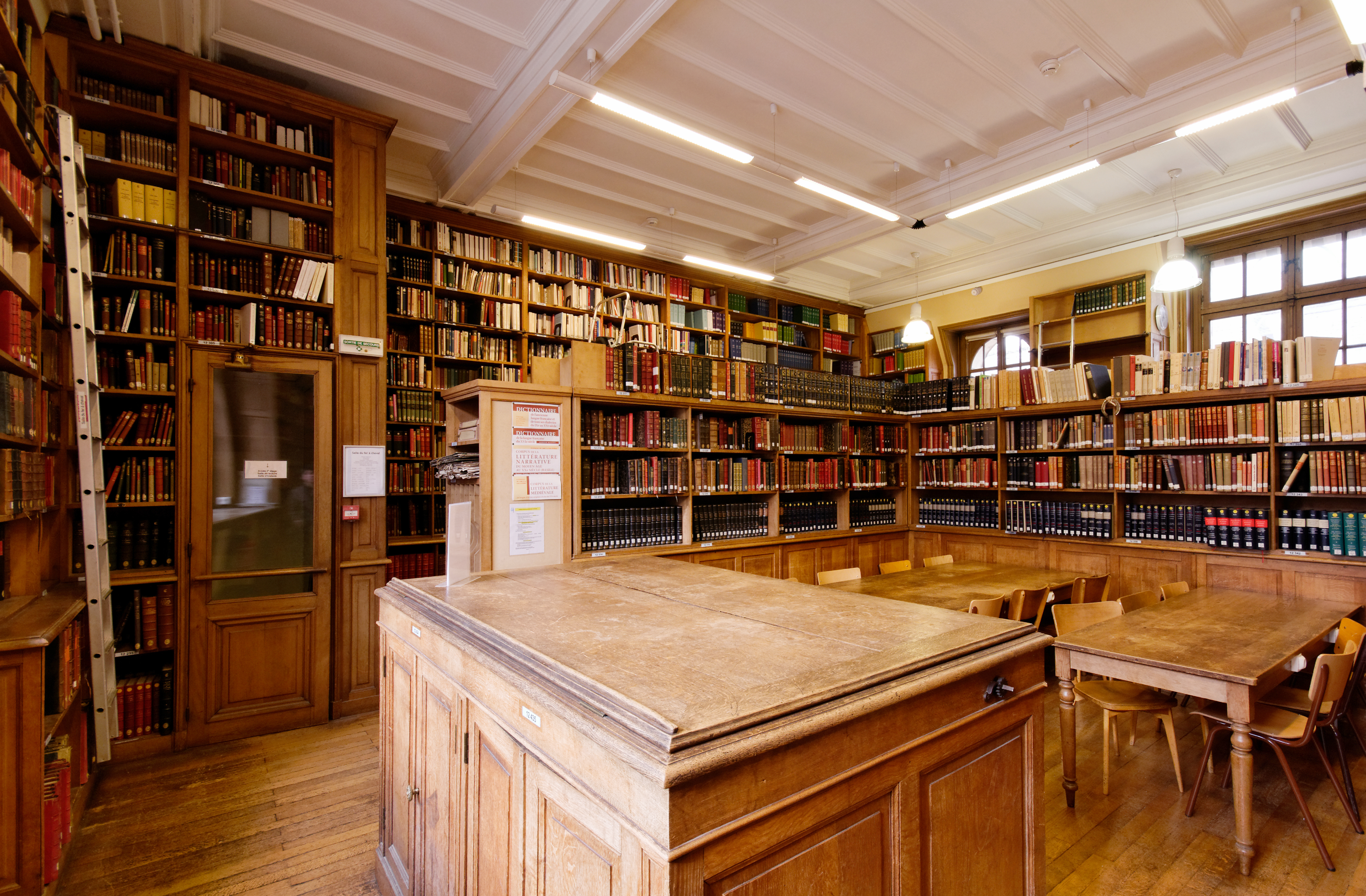
La salle du « fer à cheval », au 1er étage de la bibliothèque à la Sorbonne.

Ainsi, les élèves suivent notamment des enseignements de :
- paléographie latine et française (autres langues au cours de séminaires)
- archivistique, diplomatique et histoire des institutions ayant produit ces archives (médiéval, moderne, contemporain)
- histoire du droit civil et canonique
- histoire du droit de l'époque contemporaine
- philologie romane
- latin médiéval
- histoire de l'art (médiéval, époques moderne et contemporaine)
- archéologie
- édition de texte
- bibliographie
- histoire du livre
- critique de l'image documentaire
- manuscrit et textes littéraires médiévaux
- statistiques et cartographie appliquées à l'histoire
- langues vivantes et informatique.

Des crédits ECTS sont alloués aux divers enseignements, ce qui permet à des élèves d'universités ou d'autres grandes écoles de suivre et valider certains de ces cours. Les enseignements dispensés à l'École des chartes peuvent donc s'inscrire dans les composantes des masters ; cela est rendu possible par le nouveau cadre de la réforme LMD. Les cours sont également ouverts sous condition à des auditeurs libres.
En 2010, les enseignants sont au nombre de 18 (16 titulaires et 2 non titulaires).

### Masters

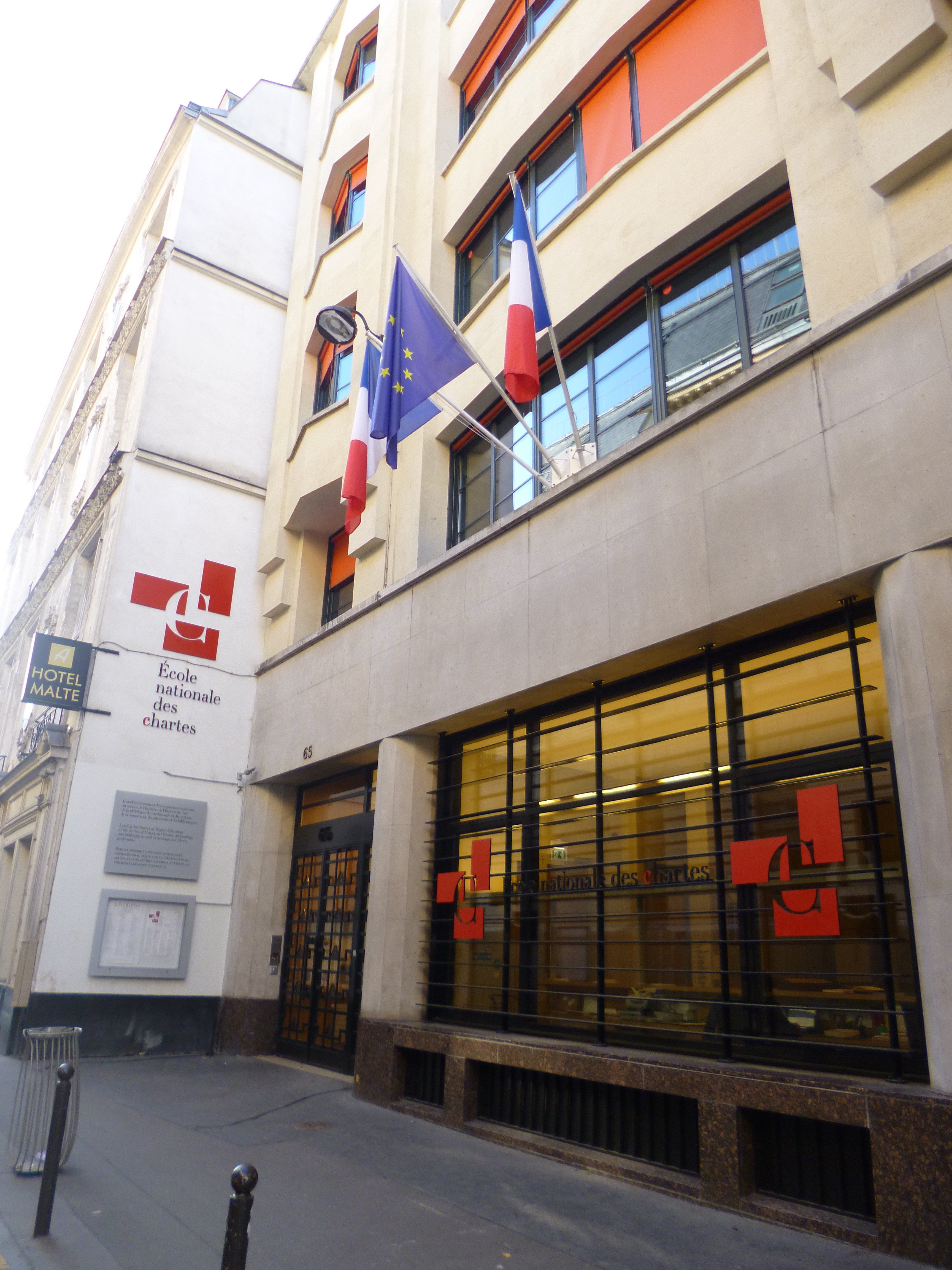
Façade des nouveaux locaux que l'École des chartes occupe depuis 2014 rue de Richelieu.

Depuis 2006, l'École des chartes a ouvert un master intitulé « Technologies numériques appliquées à l'histoire », formant une vingtaine d'étudiants par promotion. En première année, la scolarité s'organise autour d'un socle commun et de trois options (archives ; histoire du livre et des médias ; histoire de l'art). Le master reprend, en première année, les enseignements des élèves de l'École. En seconde année, on s'oriente vers une formation spécialisée dans le domaine de l'informatique appliquée à la diffusion web. Deux parcours sont alors proposés, l'un tourné vers la recherche, et l'autre, plus professionnel, vers la diffusion des connaissances dans un service à caractère patrimonial.
Depuis 2011, l'École accueille deux autres masters. Le premier, intitulé « études médiévales », est offert en partenariat avec l'École normale supérieure de Paris, l'université Paris III et l'université Paris IV. Il est destiné à « former à la recherche littéraire pour les textes médiévaux, avec une ouverture interdisciplinaire au sein de la spécialité médiévale ». Le second, organisé avec l'École normale supérieure de Cachan et l'institut national de l'audiovisuel, est intitulé « concepteur audiovisuel. Représentations plurimédia de l’histoire, de la société et de la science ». Il vise à « former des concepteurs et des réalisateurs de documentaires dans l'audiovisuel (cinéma, télévision, radio, web) ainsi que des créateurs et responsables de sites multimédia intervenant dans la presse écrite et dans l'édition ».

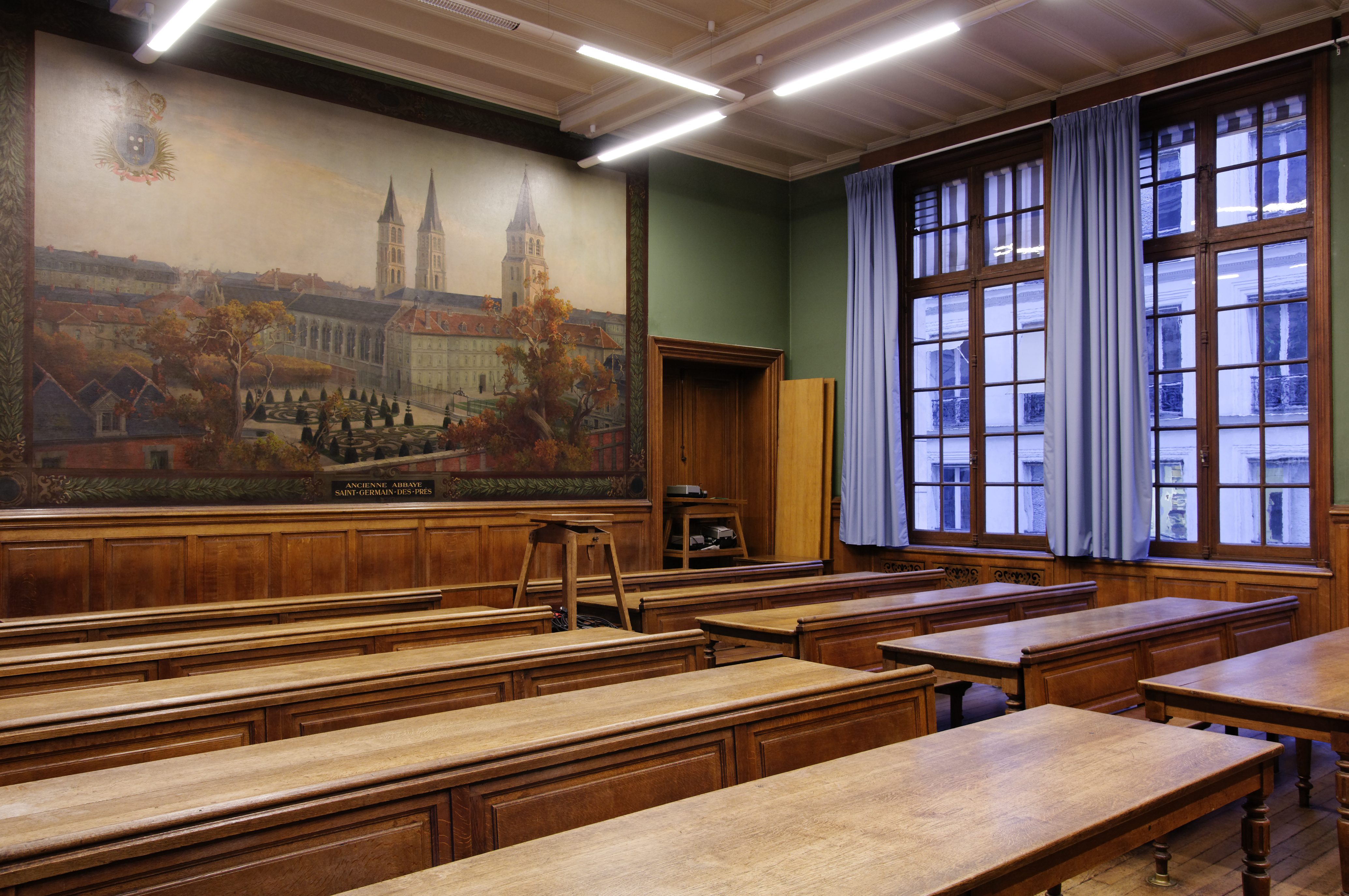
La « grande salle » (salle de cours) du site de la Sorbonne, avec la peinture murale représentant l'abbaye de Saint-Germain-des-Prés, par Louis Dumoulin (1860-1924).

Pour la rentrée universitaire de 2016-2017, l'École ouvre, avec l’École normale supérieure, un nouveau master d'Histoire transnationale.
Depuis 2017, l'École porte également, au sein de Paris Sciences et Lettres et en association avec l'École pratique des hautes études et l'École normale supérieure, un master « Humanités numériques », tourné vers la recherche et l'application des méthodes numériques en sciences humaines, relevant notamment de la Science des données. Il intègre ainsi, en sus des enseignements historiques, des cours de méthodes quantitatives, d'apprentissage automatique, de traitement automatique des langues ou bien encore de philologie computationnelle.

### Doctorat
L’École nationale des chartes délivre le doctorat dans ses domaines de compétences (histoire, lettres, histoire de l’art). L’inscription en doctorat est ouverte à tout étudiant titulaire d’un master, qu’il soit diplômé de l’École ou d’un autre établissement. Par ailleurs, l’École ouvre à la rentrée 2016-2017 un dispositif doctoral, sur travaux, spécifique pour les conservateurs du patrimoine et des bibliothèques.

### Classe préparatoire intégrée à l'Institut national du patrimoine
L'École des chartes assure une partie de la préparation au concours de conservateur du patrimoine, spécialité archives, des étudiants retenus dans la classe préparatoire intégrée de l'INP. Ces étudiants sont sélectionnés sur critères sociaux et académiques.

### Formation continue et professionnelle
Elle répond aux attentes des professionnels de la documentation, des enseignants, des étudiants, des chercheurs, des différents corps de métiers, comme les commissaires-priseurs ou les professionnels de l’archéologie préventive, des associations engagées dans la valorisation et la protection des patrimoines et des entreprises privées ou publiques.

## Recherche et partenariats
La plupart des professeurs de l'École nationale des chartes sont rassemblés dans le centre Jean-Mabillon, unité de recherche de l'École, actuellement dirigé par Patrick Arabeyre.
Les axes de recherche du centre ont vocation à couvrir l'ensemble des processus qui expliquent et font connaître la production écrite du Moyen Âge à nos jours, à travers ses diverses étapes :
- les conditions de production (axe 1, Les cultures de l'écrit du Moyen Âge au XXIe siècle) ;
- les mécanismes de transmission patrimoniale (axe 2, Genèse et tradition du patrimoine écrit : auteur, relais et institutions) ;
- les conditions de restitution savante à la communauté scientifique de cette documentation historique (axe 3, Épistémologie et normativité des éditions de textes et d'images à l'âge du numérique).

Une part importante de l'activité de recherche de l'École est constituée par les thèses des élèves, dont les champs d'études se sont diversifiés depuis de nombreuses années et touchent à toutes les périodes de l'histoire, notamment contemporaine.
L'ouverture à d'autres institutions est un des piliers de la politique de l'actuelle direction. Elle s'est notamment rapprochée de l'École pratique des hautes études, de l'Institut de recherche et d'histoire des textes et du Centre d'études supérieures de civilisation médiévale de l'université de Poitiers pour créer l'École de l'érudition en réseau. Elle participe aussi à l'Institut d'histoire du livre avec la ville de Lyon (bibliothèque municipale et Musée de l'imprimerie), l'École normale supérieure de Lyon et l'Enssib.
L'École s'est aussi rapproché d'autres établissements d'enseignement supérieur parisiens pour former la ComUE Paris Sciences et Lettres (PSL), devenue en 2019 l'« université Paris Sciences et Lettres, ou « université PSL » (établissement public expérimental), et est également partie prenante du campus Condorcet Paris-Aubervilliers.
L'École s’ouvre également à l'étranger. Des programmes de coopération ont été mis en œuvre avec des institutions comme les Archives d'État de Russie et plusieurs bibliothèques moscovites, l'université d'Alicante ou des centres de recherche italiens. Traditionnellement, des élèves étrangers (souvent suisses, belges ou d'Afrique francophone) viennent se former à l'École. Aujourd'hui, elle tente d'attirer de nouveaux élèves, pour des séjours plus courts, grâce à des partenariats avec des universités. Les élèves sont également invités à effectuer des stages dans des services d'archives ou de bibliothèque de pays étrangers.

## Bibliothèque
La bibliothèque est créée par l'ordonnance du 31 décembre 1846 : elle occupe alors l'une des deux pièces réservées à l'École dans l'hôtel de Soubise. Elle déménage avec l'École en 1897. La bibliothèque occupe à la Sorbonne les deuxième (salle de lecture, salle d'histoire), troisième (salle du « fer à cheval ») et quatrième (bureaux, magasins dans le grenier) étages de l'École.

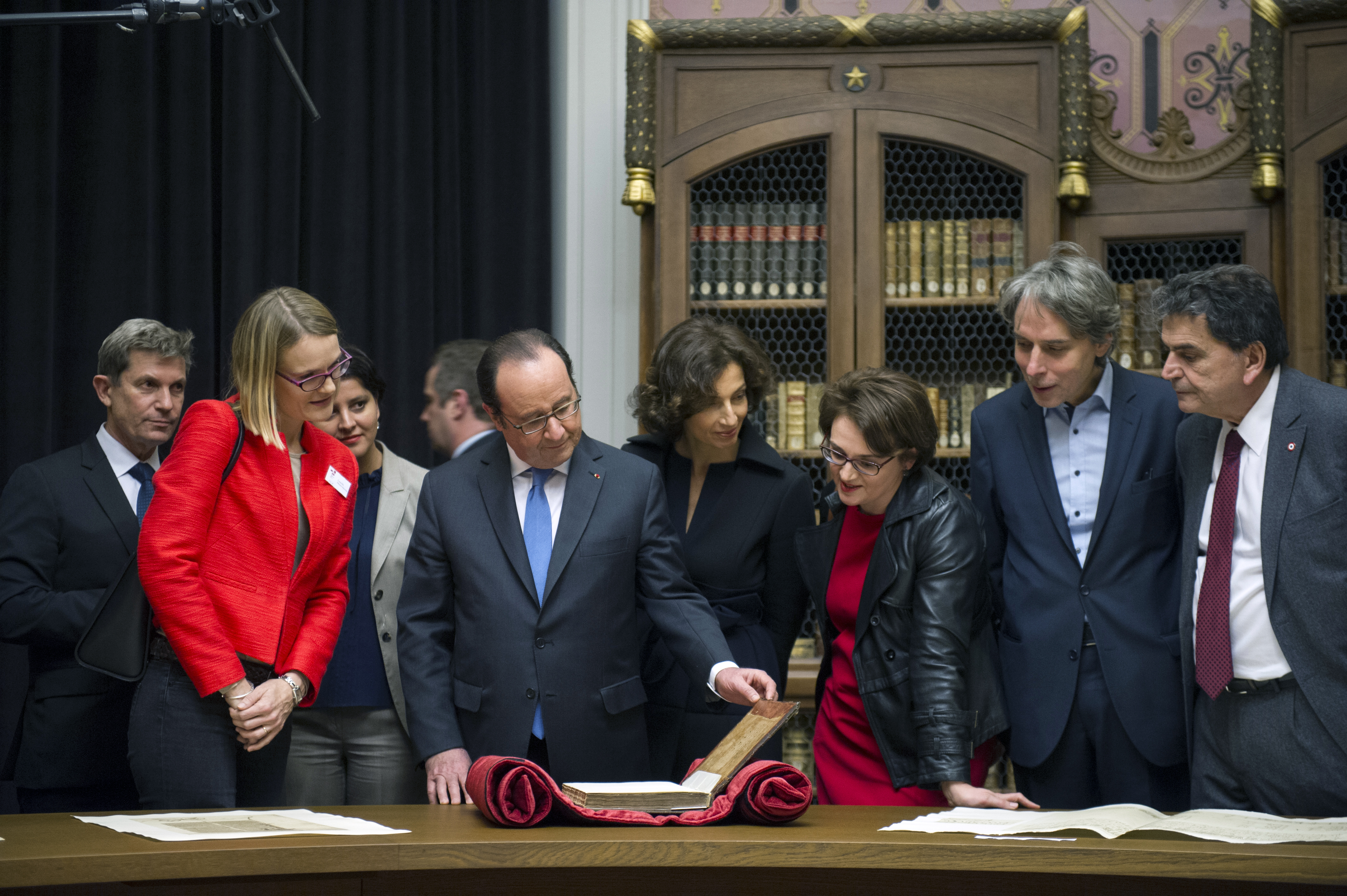
École des chartes - François Hollande inaugure les espaces rénovés de Richelieu, en 2017.

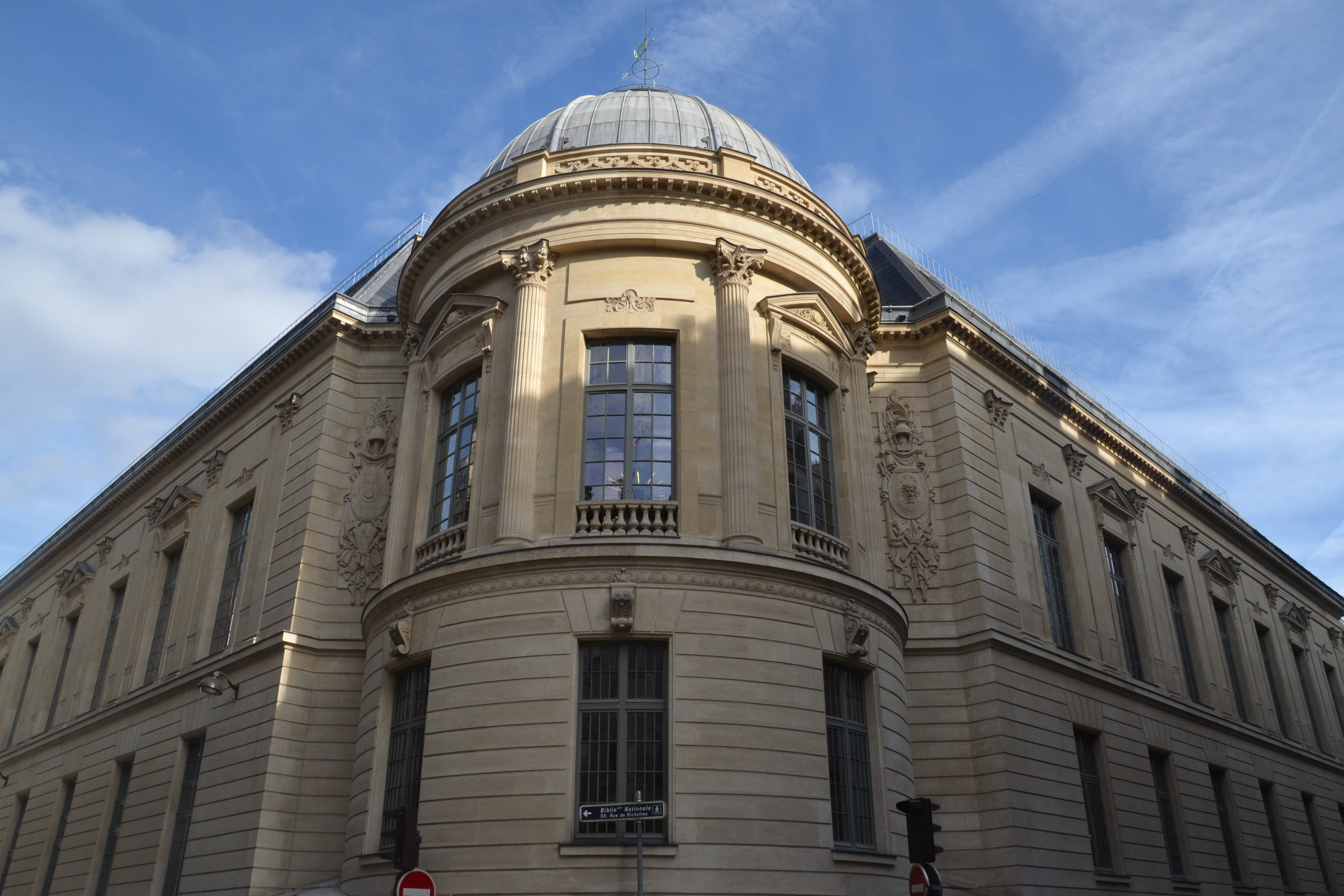
Aile du quadrilatère Richelieu côté rue des Petits-Champs, abritant la bibliothèque de l’École nationale des chartes.

En 1920, sa gestion est confiée au secrétaire de l'École, à l'époque René Poupardin. Elle est aujourd'hui dirigée par un conservateur des bibliothèques.
Faute de place à la Sorbonne, la bibliothèque s’installe début 2017 au 12, rue des Petits-Champs à l’angle de la rue de Richelieu dans de vastes locaux jouxtant la salle Labrouste au sein de la Bibliothèque nationale historique réhabilitée.
Elle est conçue comme une bibliothèque de recherche. Ses collections sont particulièrement fournies dans les matières enseignées par l'École : histoire médiévale, philologie, histoire du livre et bibliographie, etc. L'ensemble des collections (environ 150 000 volumes) est en libre accès. Le catalogue est disponible en ligne. De très nombreuses ressources électroniques sont également disponibles sur place.

## Diffusion des savoirs
L'École nationale des chartes diffuse des travaux scientifiques dans ses domaines de spécialité sous forme imprimée et sous forme électronique.
Sous forme imprimée, elle publie cinq collections d’ouvrages :
- les Mémoires et Documents, collection qui remonte à 1896 et qui accueille des monographies, au premier rang desquels des thèses d’anciens élèves de l’École des chartes ;
- les Études et Rencontres, collection lancée en 1998, qui accueille avant tout les actes de rencontres scientifiques ;
- les Matériaux pour l'histoire, collection inaugurée en 1996 et constituée de volumes in-4° abondamment illustrés ;
- les Études et documents pour une Gallia Pontificia, collection coéditée conjointement par l'École nationale des chartes et l'Institut historique allemand de Paris depuis 2009 pour présenter les travaux réalisés dans le cadre de la Gallia Pontificia, entreprise scientifique qui se propose de recenser, publier et étudier les actes pontificaux concernant la France antérieurs à 1198 ;
- l’École a créé en 2015 une nouvelle collection Magister qui propose des ouvrages de référence dans les domaines qui constituent le cœur de ses spécialités. Élaborés par les professeurs et enseignants-chercheurs de l’École, ces manuels s'adressent aux étudiants comme à ceux qui souhaitent s'initier aux disciplines enseignées à l'École.

À ces collections, s’ajoutent une publication périodique liée à l’activité de formation de l’École des chartes :
- les Positions des thèses soutenues par les élèves pour obtenir le diplôme d'archiviste paléographe publiées annuellement par l'École des chartes depuis 1849 ; elles sont également disponibles en ligne[66] depuis 2000.

Ces ouvrages sont diffusés par CID-FMSH diffusion, notamment par l’intermédiaire du Comptoir des presses de l’université.
Parallèlement à ces réalisations imprimées, les éditions électroniques de l’École des chartes, collection de ressources électroniques, sont accessibles librement et gratuitement sur son site.
Exemples de répertoires et bases des données disponibles :
- le Répertoire des architectes diocésains du XIXe siècle et du début du XXe siècle[69] ;
- le Dictionnaire des imprimeurs-lithographes du XIXe siècle [70];
- dans le cadre du projet Esprit des livres, la base de données des catalogues de ventes de livres à l’époque moderne[71] (nouvelle édition avec description des manuscrits vendus dans ces catalogues, 2015) ;
- sous le nom de Miroir des classiques[72], le répertoire des traductions vernaculaires médiévales d’œuvres antiques (nouvelle édition en septembre 2016) ;

Parmi les éditions de textes disponibles (documents d’archives, actes diplomatiques, textes liturgiques…) :
- les Procès-verbaux de la Commission des monuments historiques (1848-1950)[73], transcription de plus de 5 000 pages enrichies de liens avec les bases documentaires de la Médiathèque de l’architecture et du patrimoine et avec le Répertoire des architectes diocésains ;
- les carnets de prison d’Henri Delescluze à Belle-Île[74] (1851-1853) ;
- les notes de Pierre Christofle, notaire du Châtelet d’Orléans[75] (1437) ;
- les principales sources écrites et iconographiques concernant la restauration de l’église parisienne de Saint-Germain-des-Prés au XIXe siècle[76] ;
- Les cartulaires numérisés d’Île-de-France[77] ;
- Le Sanctoral du lectionnaire de l’office dominicain[78].

Les positions de thèse des élèves et autres dossiers pédagogiques :
- les positions de thèse des élèves en ligne depuis 2000[79] ;
- la rubrique Theleme : cours d’introduction, bibliographies et dossiers commentés permettant de s’initier à différentes méthodes de traitement des sources historiques autour d’exemples concrets[80].

## Société de l'École des chartes
La Société de l'École des chartes, association reconnue d'utilité publique, regroupe les élèves et anciens élèves qui le souhaitent. Avec l'appui de l'École, la Société édite, deux fois par an, la Bibliothèque de l'École des chartes. Cette revue scientifique, fondée en 1839, est l'une des plus anciennes de France.

### Liste des présidents
- Léon Gautier (1878-1879)[82]
- Siméon Luce (1879-1880)[83] ;
- Paul Meyer (1880-1881) ;

[…]
- Eugène Lefèvre-Pontalis (1921-)
- Louis Serbat (1930-1931)[84] ;
- Charles Schmidt (1931-1932)[85] ;
- Paul Marichal (1935-1936)[86] ;
- Emmanuel de Peretti de La Rocca (1936-1937)[87] ;
- Joseph Calmette (1937-1938)[88] ;
- Marcel Bouteron (1942-1943)[89] ;
- Charles Samaran (1943-1944)[90] ;
- Jean-Philippe Lauer (1944-1945)[91] ;
- Paul-André Lemoisne (1945-1947) ;
- Camille Bloch (1947-1948)[92] ;
- Paul Deschamps (1948-1949)[93]
- Louis Halphen (1949-1950) ;
- Léonce Celier (1950-1951)[94] ;
- Robert Latouche (1951-1952) ;
- Alain de Boüard (1952-1953) ;
- Jean Verrier (1954-1955)[95] ;
- Jean Babelon (1955-1956) ;
- Robert Bossuat (1956-1957)[96] ;
- Barthélemy Pocquet du Haut-Jussé (1957) ;
- Georges Tessier (1958-1959) ;
- Jeanne Vielliard (1959-1960) ;
- André Lesort (1960)[97] ;
- Jacques Meurgey de Tupigny (1960-1961)[98] ;
- Pierre Marot (1961-1962)[99] ;
- Jean Vallery-Radot (1962-1963)[100] ;
- Pierre Pradel (1963-1964)[101] ;
- Marie-Thérèse d'Alverny (1965-1966)[102] ;
- Michel François (1966-1967) ;
- Michel de Boüard (1967-1968) ;
- Charles Perrat (1968-1969) ;
- Marcel Baudot (1969-1970) ;
- Jean de La Monneraye (1970-1971) ;
- Pierre Verlet (1971-1972) ;
- Maurice Piquard (1972-1973) ;
- Marguerite Boulet-Sautel (1973-1974) ;
- Guy Duboscq (1974-1975) ;
- Norbert Dufourcq (1975-1976) ;
- André Vernet (1976-1977) ;
- Jean Richard (1977-1978) ;
- Jacqueline Rambaud-Buhot (1978-1979) ;
- Francis Salet (1979-1980) ;
- François Dousset (1980-1981) ;
- Pierre Duparc (1981-1982) ;
- Maurice Caillet (1982-1983) ;
- Pierre Cézard (1983-1984) ;
- Thérèse Kleindienst (1984-1985) ;
- Jean Glénisson (1985-1986)[103] ;
- Alfred-Louis Ferréol de Ferry (1986-1987)[104] ;
- Jean Daridan (1987-1988) ;
- Hubert Landais (1988-1989) ;
- Louis Desgraves (1989-1990) ;
- Robert Fossier (1990-1991) ;
- François-Jacques Himly (1991-1992) ;
- Jean-Louis Rocher (1992-1993) ;
- Francis Denel (1994-1995) ;
- Françoise Vielliard (1998-1999) ;
- Bernard Barbiche (2005-2010) ;
- Marie-Paule Arnauld (2011-2015)[105] ;
- Françoise Vielliard (2015-2016, intérim)[106] ;
- Jean-Marc Léri (2016-2018) ;
- Marie-Françoise Limon-Bonnet (2018-2025).
- Jean-Charles Bédague (depuis 2025).

### Prix Madeleine-Lenoir
Le prix Madeleine-Lenoir, du nom d'une archiviste paléographe de la promotion 1934, est fondé en 1989. Il est assorti d'une subvention pour la publication de la thèse.

## Identité visuelle
L'actuel logo de l'École nationale des chartes a été créé en 2013 par l'agence française de design c-album, basée à Paris.

## Personnalités liées à l'établissement

### Chartistes célèbres

#### Recherche
- Arthur Giry, Paul Viollet et Auguste Molinier, professeurs à l'École ;
- Charles-Victor Langlois, médiéviste et haut fonctionnaire ;
- Henri Lemaître, archiviste, président de l'Association des bibliothécaires français.
- Norbert Dufourcq, musicologue ;
- Régine Pernoud, médiéviste ;
- Jean Richard, médiéviste ;
- Henri-Jean Martin, historien du livre ;
- Jean Favier, médiéviste ;
- Yves-Marie Bercé, moderniste ;
- Alain Erlande-Brandenburg, médiéviste ;
- Alfred Morel-Fatio, philologue, romaniste et hispaniste ;
- Michel Pastoureau, médiéviste, spécialiste de l'histoire des couleurs et des animaux.
- Robert Fossier, médiéviste spécialiste du Moyen Âge occidental.
- Serge Gruzinski, historien spécialiste de l'Amérique latine.

#### Politique
- Charles Beauquier ;
- Camille Pelletan ;
- Gabriel Hanotaux ;
- Félix Grat ;
- Lucien Romier ;
- Ngo Dinh Nhu.

#### Littérature
- Roger Martin du Gard ;
- Louis Martin-Chauffier ;
- André Chamson ;
- Georges Bataille ;
- René Girard ;
- Bruno Durand ;
- Auguste Poulet-Malassis ;
- José-Maria de Heredia ;
- François Mauriac.

Certains historiens français ou étrangers, qui ont suivi en auditeur libre certains enseignements dispensés à l'École, sont parfois qualifiés de « chartistes » par des biographes peu rigoureux.

## Dans la culture
Un article est dédié à la question :
- Ferri Laurent. Le chartiste dans la fiction littéraire (XIXe et XXe siècles) : une figure ambiguë. In: Bibliothèque de l'école des chartes. 2001, tome 159, livraison 2. pp. 615-629. Lire en ligne sur Persée.

### Littérature
- La chanson « L'enfant de bonne maison » (dans un recueil paru en 1826[111]) est sous-titré « Mémoire présenté à Messieurs de l'École des chartes, créée par une nouvelle ordonnance » de Pierre-Jean de Béranger cite les « chartriers », ancien nom des « chartistes ».
- Le roman Jérôme Paturot à la recherche de la meilleure des républiques (1848) de Louis Reybaud mentionne les chartistes et l'École, en raison de leur venue pour célébrer la liberté le 8 mars 1848 après la proclamation de la République[111].
- Le roman Le Crime de Sylvestre Bonnard (1881) d'Anatole France évoque la vie d'un chartiste érudit obligé de vendre sa bibliothèque, et qui en subtilise la nuit des lots temps chers à son cœur[111].
- La pièce L'Âge ingrat (1886) d'Édouard Pailleron relate la trentaine d'un ancien élève de l'École des chartes, Marius Fondreton[111].
- Dans L'Immortel (1888) d'Alphonse Daudet, le libraire Bos est dit « archiviste-paléographe »[112].
- Le roman La Cathédrale (1898) de Joris-Karl Huysmans loue les qualités d'érudition des chartistes[111].
- Le roman L'Immoraliste (1902) d'André Gide comporte une scène dite du rasage disant : « Cette barbe me gêna [...]. Rentré dans la chambre d'hôtel, je me regardai dans la glace et me déplus ; j'avais l'air de ce que j'avais été jusqu'alors : un chartiste. »[111].
- Le roman L'Oblat (1903) de Joris-Karl Huysmans met en scène le personnage chartiste de Lampre, personnage polyphonique du narrateur sur les moines[111].
- Le recueil d'essais Sentiments (1905) d'Auguste Gilbert de Voisins présente un bref essai intitulé « Le chartiste et le concierge » qui confronte deux façons d'écrire un ouvrage historique[113].
- Le roman Devenir ! (1909) évoque la jeunesse chartiste de Roger Martin du Gard, ancien élève de l'École des Chartes[111].
- Le roman Les Beaux Quartiers (1936) de Louis Aragon mentionne l'École à propos de l'avenir du fils cadet de Mme Barbentane : « Si son fils avait voulu faire l'École des Chartes ou Polytechnique, elle aurait certes, Esther Barbentane, éprouvé un grand saisissement de se l'entendre ainsi signifier par cet enfant, après tant d'années à rêver pour lui une vie sainte, une vie expiatrice de celle du docteur. Mais enfin, elle s'y serait faite, sans doute. Seulement, seulement... Le théâtre, les planches ! »[111].
- Le roman La Conspiration (1938) de Paul Nizan met au milieu de normaliens révolutionnaires le personnage d'André Simon, chartiste de son état[111].
- Le roman La Neige et la Fleur (1951) du normalien André Chamson évoque, d'un point de vue sociologique, un père chartiste devenu homme d'affaires par un riche mariage, jugé par son fils dépréciant les longues et difficiles études littéraires[111].
- La nouvelle La Présidente (1957) de Paul Morand montre « un cow-boy chartiste », Patrick O'Casey, établir la généalogie de la Présidente jusqu'à remonter à une ancêtre diabolique[111].
- Le roman Jean Santeuil (1958) de Marcel Proust cite Paul Meyer (alors directeur de l'École) dans sa défense d'Alfred Dreyfus en raison des arguments paléographiques qui invalidaient l'idée que ce pût être l'écriture de Dreyfus. « Ainsi l'homme qui a pour fonction de rechercher la vérité dans les écritures ou dans les intestins, est-il en quelque sorte impitoyable. »[111].
- Le dernier roman d'Henry de Montherlant, Un assassin est mon maître (1971) fait progresser le chartiste Exupère dans sa découverte de la psychanalyse et son sado-masochisme jusqu'à comparaître devant un tribunal de psychiatrie[111].
- Le roman La Dentellière (1974) de Pascal Lainé retrace l'histoire d'amour d'Aimery de Béligné, étudiant à l'École des chartes[111].

### Sources d'archives
Les Archives nationales conservent :
- les archives de l’École proprement dites sous les cotes 93 AJ 1-355 ;
- les thèses soutenues à l'École depuis 1849 dans la série AB XXVIII ;
- les papiers de la Société de l'École des chartes dans la série11 AS ;
- dans les séries AB XIX et AP, de nombreuses archives privées provenant d'anciens élèves tels que Auguste Vallet de Viriville, Eugène Hubert, Édith Thomas, Ernest Coyecque, Lucien Romier, etc.